# Синапоморфія
Синапоморфія — у біологічній систематиці: схожість декількох порівнюваних груп за похідним станом ознаки. Споріднене поняття автопоморфія (автапоморфія)[усталений термін?] означає унікальний похідний стан ознаки, властивий якійсь групі в цілому.
Наявність синапоморфій може свідчити на користь того, що ті, у кого вони виявлені, можуть складати одну монофілетичну групу. Важливе завдання практичної систематики полягає в тому, щоб відрізнити синапоморфії від симплезіоморфій (схожості за початковим станом ознаки) і гомоплазій (випадків незалежного придбання похідних станів ознаки, між якими спостерігається поверхнева схожість).
Вдалий приклад, що пояснює співвідношення понять синапоморфія і автапоморфія: дзизкальця двокрилих комах (Diptera). У всіх представників двокрилих друга пара крил видозмінена схожим чином: крила перетворені в булавоподібні структури, так звані «дзизкальця». Ця особливість унікальна. За межами двокрилих, в інших рядах комах, можна знайти багато прикладів різних модифікацій другої пари крил, але вони ніколи не виглядають так само. У випадку, якщо ми розглядаємо питання про те, чи можливо відносити якусь групу комах до двокрилих, ми говоримо про наявність дзизкалець, як про синапоморфії всіх відомих представників ряду. Разом з тим, якщо ми (наприклад, при побудові системи всіх комах) розглядаємо ряд двокрилих як ціле, як надалі не неподільну одиницю аналізу, групу, монофілія якої вважається достатньо добре обґрунтованою, наявність дзижалець розглядається як автапоморфія ряду двокрилі.